# 2012.
◄ | 20. stoljeće | 21. stoljeće | 22. stoljeće | ►
◄ | 1980-ih | 1990-ih | 2000-ih | 2010-ih | 2020-ih | 2030-ih | 2040-ih | ►
◄◄ | ◄ | 2009. | 2010. | 2011. | 2012. | 2013. | 2014. | 2015. | ► | ►►
Arhitektura • Astronautika • Astronomija • Biologija • Film • Fotografija • Glazba • Kazalište • Kemija • Kiparstvo • Knjige • Književnost • Kršćanstvo • Meteorologija • Medicina • Planinarstvo • Politika • Pravo • Promet • Slikarstvo • Strip • Šport • Televizija • Znanost • Zrakoplovstvo • Željeznički promet
2012. (Rimski: MMXII), jedanaesta godina 21. stoljeća.

## Događaji

### Siječanj
- 1. siječnja – Danska preuzima šestomjesečno predsjedanje Europskom unijom.
- 13. siječnja – Nasukao se talijanski kruzer Costa Concordia, poginulo najmanje 16 osoba.
- 13. siječnja – Hrvatski skijaš Ivica Kostelić pobijedio je u švicarskom Wengenu u utrci super kombinacije koja se boduje za Svjetski skijaški kup 2012.
- 14. siječnja – Ma Ying-jeou osvaja izbore i ostaje predsjednik Kine.
- 15. siječnja – Na zagrebačkom Cvjetnom trgu svečano je obilježena 20. obljetnica međunarodnog priznanja Republike Hrvatske s najvišim državnim dužnosnicima.
- 15. siječnja – Hrvatski skijaš Ivica Kostelić nastavio je pobjednički niz i pobijedio u slalomskoj utrci Svjetskog skijaškog kupa u švicarskom Wengenu.
- 16. siječnja – Predstavljanjem knjige "Meštrovićeve Crikvine" Maje Šeparović Palade i otvorenjem istoimene izložbe, u Splitu je počelo cjelogodišnje obilježavanje 50. godišnjice smrti Ivana Meštrovića.
- 22. siječnja – referendum za ulazak Hrvatske u Europsku uniju.
- 28. siječnja – Janez Janša izabran po drugi put za premijera Slovenije.
- 29. siječnja – Hrvatska rukometna reprezentacija osvojila je brončanu medalju na Europskom prvenstvu u rukometu – Srbija 2012. savladavši u utakmici za treće mjesto rukometnu reprezentaciju Španjolske rezultatom 31:27.
- 31. siječnja – 11. veljače – U Splitu i Zagrebu održava se Europsko futsalsko prvenstvo.

### Veljača
- 11. veljače – Val hladnoće zahvatio je Hrvatsku pa su tako izmjerene najniže temperature kakve u veljači nisu zabilježene u posljednjih 50-ak godina. Osim gorske i kontinentalne Hrvatske snijeg je zameo i priobalje. Na sjevernom i dijelu srednjeg Jadrana te u unutrašnjosti sjeverne Dalmacije puhala je olujna na udare i orkanska bura.
- 12. veljače – Najbolji svjetski skijaš Ivica Kostelić pobjedom u posljednjoj superkombinaciji ove sezone, koja se vozila u ruskom skijalištu Krasnajoj poljani, osvojio je Mali kristalni globus u ovoj disciplini.
- 17. veljače – Glumica i redateljica Angelina Jolie došla je u Zagreb na premijeru svojeg redateljskog prvijenca U zemlji krvi i meda.
- 17. veljače – U Zagrebu je preminuo novinar Milorad Bibić Mosor.
- 17. veljače – Njemački predsjednik Christian Wulff podnio ostavku nakon optužbi za korupciju.
- 23. veljače – U Zagrebu je preminuo akademik Marko Ruždjak, redoviti član Hrvatske akademije znanosti i umjetnosti u Razredu za glazbenu umjetnost i muzikologiju.
- 25. veljače – Abd al-Rab Mansur al-Hadi, dotadašnji potpredsjednik i zamjenik Ali Abdullaha Saleha, preuzeo dužnost predsjednika Jemena četiri dana nakon izbora na kojima je bio jedini kandidat.
- 27. veljače – U Zagrebu je umrla Helga Vlahović-Brnobić, omiljena voditeljica, spikerica, novinarka i urednica HRT-a, jedna od doajenki televizije u Hrvatskoj.

### Ožujak
- 1. ožujka – Opća stopa PDV-a podignuta s 23% na 25%,dok se za određene proizvode uvodi međustope od 10% i 0%.
- 4. ožujka – Na predsjedničkim izborima u Ruskoj Federaciji pobijedio kandidat Ujedinjene Rusije i dotadašnji premijer Vladimir Putin, osvojivši tako svoj treći mandat.
- 8. ožujka – Toyota povlači 700.000 vozila iz tržišta zbog kvara.
- 11. ožujka – Iz Zagrebačke nadbiskupije najavljeno da će se pokrenuti postupak radi ispitivanja mogućnosti za proglašenjem blaženim kardinala Franje Kuharića.
- 12. – 16. ožujka – Institut za hrvatski jezik i jezikoslovlje u povodu Dana hrvatskoga jezika otvara svoja vrata građanima svaki dan od 10 do 16 sati. Odlukom Hrvatskoga sabora iz 1997. godine svake se godine sredinom ožujka obilježavaju Dani hrvatskoga jezika u spomen na Deklaraciju o nazivu i položaju hrvatskog književnog jezika.
- 13. ožujka – U riječkom brodogradilištu 3. maju u more je porinut tanker za prijevoz asfalta, nafte i kemikalija nosivosti 15.000 tona, prvi od ukupno četiri tankera koje će to brodogradilište graditi za švedskog naručitelja tvrtku Wisby Tankers. Na poziv Udruge turističkih vodiča Kvarnera uoči porinuća oko 600 posjetitelja okupilo se u brodogradilištu. Vodiči su poveli građane u obilazak 3. maja i tumačili im njegovu povijest, proveli ih procesom gradnje broda, a zatim su prisustvovali porinuću jednog od najvećih tankera za prijevoz asfalta na svijetu.
- 18. ožujka – U Zagrebu umro general pukovnik Imra Agotić, prvi zapovjednik Hrvatskog ratnog zrakoplovstva.
- 22. ožujka – Vojnici u Maliju izvršili vojni udar te svrgnuli predsjednika Amadoua Toumanija Tourea.
- 22. ožujka –  U Toulouseu ubijen Mohammed Merah koji je u tri nedavna napada ubio trojicu vojnika, zatim rabina i troje djece pred židovskom školom.
- 23. – 25. ožujka – U Gudovcu kraj Bjelovara održava se 15. proljetni Bjelovarski sajam.
- 24. ožujka – U Splitu su svečano otvoreni 7. Dani kršćanske kulture.
- 31. ožujka – U 30 hrvatskih gradova obilježen je Sat za planet Zemlju.
- 31. ožujka – U Lipiku su zahvaljujući potpori Zaklade „Dr. Ivan Šreter”, a u organizaciji časopisa Jezik, dodijeljene nagrade za najbolje nove hrvatske riječi. Riječ „zatipak” autora Šandora Dembitza pobijedila je na ovogodišnjem natječaju za najbolju novu hrvatsku riječ, a ove je godine dodijeljeno po prvi puta priznanje Dr. Ivan Šreter za promociju hrvatske jezične kulture u poslovnoj komunikaciji. Priznanje su dobili autori Boška Trbojević, Lana Hudeček, Maja Matković i Igor Ćutuk za Jezični priručnik Coca-Cole HBC Hrvatska.

### Travanj
- 1. travnja – Održao se ultramaraton Zagreb – Čazma u dužini od 62 kilometra.
- 4. travnja – Financial Times proglasio je Split, odnosno Dioklecijanovu palaču, najprivlačnijim mjestom za život, od svih mjesta, koje se nalaze na popisu UNESCO-ove Svjetske baštine.
- 4. travnja – Preminuo je bivši hrvatski nogometni reprezentativac Dubravko Pavličić.
- 15. travnja – Hrvatski športaši Ivan Ljubičić i Ana Jelušić završili su profesionalne športske karijere.
- 16. travnja – RNK Split proslavio je 100. rođendan. Osnovan je 1912. kao Hrvatsko radničko športsko društvo Anarch.
- 16. travnja – Počelo suđenje Ivi Sanaderu i HDZ-u povodom slučaja Fimi Media.
- 17. travnja – Svečano su otvoreni sedamnaesti Matetićevi dani u dvorani Pomorskog i povijesnog muzeja Hrvatskog primorja u Rijeci. Program je bio posvećen 110. obljetnici rođenja skladatelja Tihomila Vidošića i 100. obljetnici rođenja skladateljice Ivane Lang.
- 26 – 29. travnja – U Zagrebu se održava konvencija Kontakt, koja spaja ovogodišnji 34. SFeraKon i 34. Eurocon. Počasni gosti Kontakta su neki od najpoznatijih svjetskih znanstvenofantastičnih autora: Tim Powers, Charles Stross, Dimitri Gluhovsky, Darko Macan, te urednica i organizatorica službene svjetske konvencije znanstvene fantastike Worldcona Cheryl Morgan.
- 29. travnja – Poznati hrvatski crtač stripova, ilustrator i grafički dizajner Žarko Beker umro je nakon duže bolesti u 76. godini u Zagrebu.

### Svibanj
- 1. svibnja – Scottish International Relief mijenja ime u Marijini obroci.
- 3. svibnja – U Karlovcu preminuo bubnjar Novih fosila Nenad Šarić.
- 4. svibnja – Hrvatski reprezentativac i nogometaš Evertona Nikica Jelavić proglašen najboljim igračem engleske nogometne lige za mjesec travanj. Prvi je hrvatski nogometaš kojem je to uspjelo.
- 4. svibnja – Hrvatska tekvandoašica Lucija Zaninović osvojila je zlatnu medalju na Europskom prvenstvu u Manchesteru.
- 4. svibnja – U Bjelovaru započeo 10. kazališni festival BOK fest
- 5. svibnja – U Zagrebu preminuo Slobodan Budak, hrvatski odvjetnik i aktivist za ljudska prava.
- 5. svibnja – U Zagrebu preminuo Živan Cvitković, skladatelj glazbe u tv-seriji Gruntovčani i filmu Tko pjeva zlo ne misli.
- 5. – 6. svibnja – U Sisku održan Susret hrvatske katoličke mladeži.
- 5. svibnja – U Rijeci održana 19. dodjela hrvatske diskografske nagrade Porin.
- 15. svibnja – U Zagrebu je održana akademija UHIP-a u spomen dr. Franji Tuđmanu. Izlaganjima potpredsjednika Matice hrvatske akademika Ante Stamaća, predsjednika Komisije Iustitia et pax Hrvatske biskupske konferencije (HBK) sisačkoga biskupa msgr. Vlade Košića i akademika Ivana Aralice obilježena je 90. obljetnica rođenja prvoga hrvatskog predsjednika dr. Franje Tuđmana.
- 19. svibnja – Hrvatska bacačica diska Sandra Perković osvojila je prvo mjesto na mitingu Dijamantne lige u Šangaju s hicem od 68,24 metra, rekordom mitinga i novim hrvatskim rekordom, 28 centimetara boljim od prošlog.
- 20. svibnja – Tomislav Nikolić, u drugom krugu predsjedničkih izbora, pobijedio lidera Demokratske stranke Borisa Tadića rezultatom 49,5%:47,3% glasova, i postao četvrti izabrani predsjednik Republike Srbije.
- 26. svibnja – u Bakuu održana završna večer Pjesme Eurovizije 2012.
- 26. svibnja – Hrvatska plivačica Sanja Jovanović osvojila je srebrno odličje u disciplini 50 leđno na Europskog prvenstva u Debrecenu
- 27. svibnja – Hrvatski gimnastičar Marijo Možnik osvojio je srebrno odličje na preči na Europskom prvenstvu, koje se održalo u Montpellieru
- 27. svibnja – Hrvatska ženska rukometna reprezentacija na kvalifikacijskom turniru u španjolskoj Guadalajari osigurala nastup na Olimpijskim igrama u Londonu prvi puta u povijesti.
- 28. svibnja – U Križevcima je svečano proslavljeno 400. godina Grkokatoličke Crkve u Hrvatskoj.
- 29. svibnja – 3. lipnja – U Zagrebu se održava 40. Svjetski festival animiranog filma Animafest. Održat će se u kinima Europa, Tuškanac i Cineplexx Centar Kaptol. Prikazat će se bogat program s gotovo 400 filmova.

### Lipanj
- 4. lipnja – Nakon 283 godine neprekidnoga rada, Brodogradilište Kraljevica prestaje postojati.
- 6. – 10. lipnja – U Rijeci se održava Kvarnerski festival mora i pomorske tradicije „Fiumare”.
- 7. lipnja – Preminuo je Josip Klima, hrvatski violinist i glazbeni pedagog.
- 10. lipnja – Na Europskom nogometnom prvenstvu, hrvatska reprezentacija je u Poznanu svladala Irsku rezultatom 3:1 golovima Marija Mandžukića i Nikice Jelavića.
- 14. lipnja – Hrvatski nogometni savez slavi 100. godina od prvog osnutka.
- 14. lipnja – Na Europskom nogometnom prvenstvu, hrvatska reprezentacija je u Poznanu igrala neriješeno 1:1 s Italijom.
- 15. – 17. lipnja – U Bjelovaru se održavala turističko-kulturna manifestacija Terezijana.
- 17. lipnja – Hrvatska vaterpolska reprezentacija osvojila je Svjetsku ligu po prvi puta, svladavši Španjolsku u finalu u Almatiju nakon izvođenja peteraca 18:17.
- 17. lipnja – Hrvatski tenisač Marin Čilić osvojio je ATP turnir u londonskom Queen’s Clubu, nakon što je argentinski tenisač David Nalbandian diskvalificiran zbog nešportskog ponašanja.
- 22. – 23. lipnja – U Crikvenici je otvorena manifestacija Dani Frankopana koja se održava u povodu 600. godišnjice početka gradnje samostana u Crikvenici. Ovom će se prigodom predstaviti novi suvenir crikveničkog kraja – Pavlinska torta.
- 25. lipnja – Obilježavajući u Rijeci Dan državnosti, Udruga Hrvatski dragovoljac 1991., Zajednica udruga Domovinskog rata PGŽ-a i Mreža katolika grada Rijeke organizirali su Povorku hrvatskog ponosa i slave na kojoj se okupilo nekoliko stotina sudionika.
- 27. lipnja – Britanska banka Barclays, kažnjena je globom od 200 milijuna funti, zbog skandala libor.
- 29. lipnja – Hrvatska ženska košarkaška reprezentacija na kvalifikacijskom turniru u turskoj Ankari osigurala nastup na Olimpijskim igrama u Londonu prvi puta u povijesti.

### Srpanj
- 1. srpnja – Aziz Hasanović postao predsjednik Mešihata Islamske zajednice u Hrvatskoj.
- 1. srpnja – Hrvatska bacačica diska Sandra Perković obranila je naslov europske prvakinje na europskom prvenstvu u Helsinkiju hitcem od 67,62 metra.
- 6. – 7. srpnja – U Đakovu su scenskom slikom Oj, Đakovo, Šokadijo stara pred đakovačkom katedralom otvoreni 46. đakovački vezovi. Ove godine posvećena je gradnji đakovačke katedrale i zanimljivostima iz toga vremena. Drugoga dana u mimohodu središtem grada prolazi 4500 folkloraša iz 75 skupina iz Hrvatske i svijeta, 46 svatovskih zaprega i 46 jahača.
- 6. – 7. srpnja – Povodom 20. obljetnice obrane i oslobođenja hrvatskog juga i deblokade Dubrovnika Domagojevi gusari i Udruga veterana 4. gardijske brigade obilježili su veslačkim maratonom neretvanskim lađama od Neretve (Metkovića) do Dubrovnika.
- 8. srpnja – Hrvatska košarkaška reprezentacija za igrače do 17 godina starosti osvojila broncu na SP-u u Litvi. Ujedno je obranila status najbolje europske reprezentacije osvojen lani.
- 10. srpnja – Svečano su otvorene 63. Dubrovačke ljetne igre.
- 13. srpnja – Hrvatski biciklist Robert Kišerlovski ostvario najveći uspjeh u povijesti hrvatskog biciklizma na Toureu de Franceu – 5. mjesto.
- 13. – 19. srpnja –  Na 20. Festivalu mora i mornara ("Les Tonnerres de Brest 2012") u Brestu na kojem se okupilo preko 2500 brodova svih veličina iz svih dijelova svijeta sudjelovale su hrvatske tradicijske barke rapska laja, krčka pasara, lovranski guc, kvarnerski guc i rovinjska batana.
- 14. srpnja – U sklopu cjelodnevnog programa proslave Dana Grada Bakra održan je mimohod povijesnih postrojbi Hrvatske vojske i ostalih sudionika, a kasnije je odigrana „Pomorska bitka”, rekonstrukcija povijesnog pomorskog napada na Grad Bakar, kada su Mlečani 1616. godine po posljednji puta pokušali osvojiti Grad Bakar napadom s mora.
- 15. srpnja – Hrvatski tenisač Marin Čilić osvojio je ATP turnir u Umagu pobijedivši Marcela Granollersa sa 6:4, 6:1. Čilić je tako postao prvi hrvatski tenisač koji je osvojio oba hrvatska turnira, te prvi Hrvat koji je osvojio turnir nakon 22 godine i Gorana Prpića 1990. godine.
- 16. srpnja – Na 53. međunarodnoj matematičkoj olimpijadi, u Mar del Plati u Argentini, Domagoj Ćevid, učenik trećeg razreda zagrebačke V. gimnazije, osvojio je zlatnu medalju, a hrvatska reprezentacija osvojila je ukupno 25. mjesto, što je treći najbolji rezultat u povijesti Hrvatske, kojoj je najlošiji rezultat bio 55. mjesto.
- 20. srpnja – Američka premijera filma Vitez tame: Povratak. Tijekom ponoćne projekcije filma u kinu Century 16 u gradu Aurora, država Colorado, ubojica odjeven u plinsku masku ušao je u dvoranu i započeo pucati po gledateljima, pritom ubivši dvanaestero ljudi i ozlijedivši njih 58.
- 23. srpnja – U Zagrebu je preminula hrvatska istaknuta povjesničarka Mirjana Gross, prof. emeritus Sveučilišta u Zagrebu, umirovljena profesorica Odsjeka za povijest Filozofskog fakulteta.
- 31. srpnja – U zapadnohercegovačkom mjestu Međugorju održava se Međunarodni susret mladih katolika Mladifest na kojem nazoči više od 50.000 mladih i 500 svećenika s cijelog svijeta.

### Kolovoz
- 3. kolovoza – Na Olimpijskim igrama hrvatski četverac na pariće u sastavu Martin Sinković, Damir Martin, Valent Sinković i David Šain osvojio je srebrnu medalju.
- 4. kolovoza – Prvo zlato za Hrvatsku na Olimpijskim igrama u Londonu osvojila je Sandra Perković u bacanju diska rezultatom 69,11 m postavivši novi hrvatski rekord.
- 5. kolovoza – U Kninu je svečano proslavljena 17. obljetnica vojno-redarstvene akcije Oluje.
- 5. kolovoza – U Sinju se održala 297. Sinjska alka. Pobijedio je Alen Filipović Grčić.
- 6. kolovoza – Giovanni Cernogoraz u streljačkoj disciplini trap na Olimpijskim igrama osvojio je drugu zlatnu medalju za Hrvatsku.
- 7. kolovoza – Lucija Zaninović osvojila je brončanu medalju na Olimpijskim igrama u kategoriji do 49 kg.
- 7. kolovoza – U Splitu u 72. godini života preminuo je slavni hrvatski plivački maratonac Veljko Rogošić.
- 11. kolovoza – Na rijeci Neretvi od Metkovića do Ploča održan je 15. Maraton lađa – Neretva 2012. Startalo je ukupno 37 posada. Lađari Gusara iz Komina četvrti su put zaredom osvojili Maraton lađa, drugi su stigli lađari Baćine, dok je ekipa Žrnovskih galijota s Korčule zauzela treće mjesto.
- 12. kolovoza – Hrvatska rukometna reprezentacija osvojila je brončanu medalju na Olimpijskim igrama.
- 12. kolovoza – Hrvatska vaterpolska reprezentacija osvojila je zlatnu medalju na Olimpijskim igrama pobjedom nad Italijom 8:6.
- 13. kolovoza – Dan nakon zatvaranja Olimpijskih igara u Londonu, hrvatski olimpijci sletjeli su u Zračnu luku Zagreb, gdje su ih dočekali članovi obitelji, športski dužnosnici i brojni navijači.
- 14. kolovoza – Grad Crikvenica obilježava 600. obljetnicu spomena imena grada u službenom dokumentu, darovnici kneza Nikole IV. Frankapana pavlinima iz 1412. godine.
- 19. kolovoza – Hrvatska košarkaška reprezentacija do 18 godina postala je europskim prvakom na EP-u održanom u Litvi. Zlato je osvojila pobijedivši domaćina Litvu 88:76.
- 19. kolovoza – Samuel Štoković na konju Šundo Bundo slavodobitnik je 37. trke na prstenac, viteške igre koja se u Barbanu, održava od 1976. godine, a prvi spomen utrke veže se za 1696. godinu.
- 25. kolovoza – U Puli je umrla dr. sc. Vesna Girardi-Jurkić, pulska arheologinja, dugogodišnja ravnateljica Arheološkog muzeja Istre, prva ministrica, i to kulture u vrijeme Domovinskog rata, te UNESCO-ova veleposlanica.
- 28. kolovoza – Zrakoplovom je u Hrvatsku vraćen bjeloglavi sup Oštro s otoka Cresa. Tijekom svojeg petogodišnjeg lutanja prevalio je 18 tisuća kilometara i stigao do švedskoga grada Tuvea, najsjevernije točke na kojoj je ta rijetka vrsta do sada viđena.
- 28. kolovoza – Umro je legenda hrvatskog nogometa Ivica Horvat, Dinamov igrač i trener koji je sezone 1966./67. osvojio Kup velesajamskih gradova.
- 30. kolovoza – Hrvatski plivač Mihovil Španja osvojio je brončanu medalju na Paraolimpijskim igrama u Londonu, na 100 leđno isplivavši vrijeme 1:12.53 što je njegov osobni rekord.
- 30. kolovoza – Sandra Perković pobijedila je na 6 od 7 natjecanja atletske Dijamantne lige u bacanju diska i uvjerljivo osvojila 1. mjesto u ukupnom poretku.
- 31. kolovoza – Hrvatski atletičar Darko Kralj osvojio je srebrnu medalju u bacanju kugle na Paraolimpijskim igrama u Londonu.

### Rujan
- 3. rujna – Hrvatska atletičarka Mikela Ristoski osvojila je brončanu medalju u skoku u dalj na Paraolimpijskim igrama u Londonu.
- 4. rujna – Hrvatski atletičar Zoran Talić osvojio je srebrnu medalju u skoku u dalj na Paraolimpijskim igrama u Londonu.
- 4. rujna – U Zagrebu je održan 62. Hanžekovićev memorijal, srušeno je čak šest rekorda mitinga od kojih je jedan srušila Sandra Perković pobjedničkim bacanjem od 65,79 metara.
- 5. rujna – Hrvatski atletičar Branimir Budetić osvojio je brončanu medalju u bacanju koplja na Paraolimpijskim igrama u Londonu.
- 7. – 9. rujna – U Gudovcu kraj Bjelovara održavao se 20. jubilarni jesenski međunarodni Bjelovarski sajam.
- 9. rujna – Hrvatska vaterpolska reprezentacija za igrače do 19 godina osvojila je brončano odličje na europskom prvenstvu u francuskom Canet en Roussillonu.
- 9. rujna – Na poziv Udruge lađara Neretve te udruge branitelja „Zavjet” više tisuća stanovnika Dubrovačko-neretvanske županije s nekoliko stotina brodica i neretvanskih lađa povezani konopom u koloni dugoj 2,5 km između Komarne i Brijesta napravili su živi Pelješki most.
- 13. – 15. rujna – U Biogradu na Moru održalo se 59. Svjetsko prvenstvo u oranju.
- 14. rujna – U Vinkovcima su uz program pod nazivom "U kolu i oko njega" svečano otvorene 47. Vinkovačke jeseni.
- 14. i 16. rujna – U pulskoj Areni održan je hokejaški spektakl "Arena Ice Fever". Radi popularizacije hokeja, po prvi puta u povijesti hokeja utakmice su igrane u ljeto na moru, u objektu iz vremena gladijatora. Domaćin je bio Medveščak, a gostujuće momčadi Olimpije iz Ljubljane (2:3) i Vienna Capitalsa iz Beča (4:1).
- 23. rujna – Na zagrebačkom Jarunu održala se trinaesta po redu humanitarna Utrka Terryja Foxa, čija je svrha podizanje svijesti građana i prikupljanje donacija za istraživanja raka. U proteklih 12 godina ova utrka u Hrvatskoj okupila je više od 50.000 sudionika
- 29. rujna – Papa Benedikt XVI. imenovao je bjelovarsko-križevačkog biskupa Vjekoslava Huzjaka, članom Papinskog vijeća za pastoral putnika i selilaca, zajedno s jednim brazilskim biskupom.
- 30. rujna – U Houstonu je preminuo predsjednik Hrvatskog sabora Boris Šprem.

### Listopad
- 2. listopada – U Hvaru je započelo svečano obilježavanje 400. obljetnice osnutka Hvarskog kazališta, prvog komunalnog kazališta u Europi, otvorenog 1612. godine
- 4. listopada – Predsjednik Hrvatskog sabora Boris Šprem pokopan je na zagrebačkom Mirogoju, uz najviše državne počasti i u nazočnosti članova obitelji, prijatelja, predstavnika državnog vrha i brojnih građana.
- 4. listopada – U Osijeku je svečano otvoren 15. Osječki jesenski sajam.
- 6. –  12. listopada – U Bjelovaru se održava 7. DOKUart – festival dokumentarnoga filma.
- 6. listopada – U Splitu je održana procesija povodom 800. obljetnice dolaska sv. Franje na hrvatsko tlo.
- 10. listopada – U Hrvatskom državnom arhivu u Zagrebu svečano je obilježen Dan arhiva. U velikoj čitaonici predstavljene su aktivnosti i dostignuća HDA u proteklom razdoblju, dodijeljena priznanja i zahvalnice HDA i otvorena izložba "Voda oko nas".
- 14. –  21. listopada – U Zagrebu se održavao Zagrebački filmski festival.
- 17. listopada – U Zaprešiću su svečano završene 16. Športske igre mladih.
- 18. listopada – U Zagrebu je svečanom nastupom Počasne satnije Kravat-pukovnije na Trgu svetog Marka obilježen Međunarodni dan kravate.
- 20. listopada – Samobor je proslavio 770. godišnjicu postojanja.
- 21. listopada – Hrvatski stolnotenisač Tan Ruiwu osvojio je srebrno odličje u pojedinačnoj konkurenciji na Europskom prvenstvu u Herningu.
- 24. listopada – Hrvatski vaterpolist Miho Bošković proglašen je najboljim europskim vaterpolistom u izboru Europskog plivačkog saveza (LEN). Josip Pavić je drugi najbolji.
- 17. – 31. listopada – Muzej suvremene umjetnosti u sklopu svjetske kampanje Estee Lauder Companies „Breast Cancer Awareness” ružičastim svjetlom koje je dominiralo na fasadi priključio se akciji solidarnosti u borbi i podizanju svijesti o raku dojke u mjesecu borbe protiv raka dojke.
- 25. –  27. listopada – U Koprivnici se odvija međunarodni festival književnosti – 19. "Galovićeva jesen".
- 26. listopada – U Zagrebu je umro Joža Horvat, hrvatski književnik, moreplovac i putopisac.
- 27. listopada – Nogometni klub kanadskih Hrvata Croatia iz Toronta postao je kanadski prvak.

### Studeni
- 7. – 9. studenog – U povodu obilježavanja Mjeseca hrvatske knjige Nacionalna i sveučilišna knjižnica u Zagrebu nastavlja s manifestacijama vezanim uz popularizaciju čitanja te pokreće projekt Piramida od knjiga. Svrha je izgraditi pravilnu četverostranu piramidu od knjiga u predvorju Knjižnice, visine 3,5 metra. Za takav pothvat potrebno više od 20 000 knjiga.
- 8. studenog – U Galeriji Klovićevi dvori otvorena je izložba "Julije Klović – najveći minijaturist renesanse" kojom Galerija obilježava 30 godina uspješnog djelovanja. Na izložbi će prvi put na jednome mjestu biti tridesetak najznačajnijih Klovićevih radova nastalih tijekom 50 godina njegova bogatoga umjetničkog stvaralaštva.
- 16. studenog – Donesena oslobađajuća presuda hrvatskim generalima Gotovini i Markaču.
- 17. studenog – U Škabrnji je započelo trodnevno obilježavanje 21. godišnjice stradanja Škabrnje Kolonom sjećanja od crkve sv. Marije u zaseoku Ambar do crkve Uznesenja Blažene djevice Marije u Škarbnji gdje je služena misa. U Koloni sjećanja bila je cijela Škabrnja, obitelji stradalih mještana i poginulih branitelja, ratni zapovjednici i branitelji Šabrnje te predstavnici braniteljskih udruga.
- 17. studenog – Osnovan Most.
- 18. studenog – U Vukovaru se pod geslom "Vukovaru, ime sveto" obilježio Dan sjećanja na žrtvu Vukovara 1991. i 21. godišnjicu stradanja Vukovara u srpskoj agresiji. U Koloni ponosa sudjelovalo je više od 50 000 tisuća građana i domoljuba pristiglih iz svih krajeva Hrvatske. Među njima i cijeli državni vrh, a u Vukovar je stigao i general Mladen Markač.
- 20. studenog – U Zagrebu je umro Ivan Kušan, hrvatski književnik i akademik.
- 21. studenog – Pokrenute hrvatske dnevne novine 21. stoljeće.
- 21. – 23. studenog – Institut za povijest umjetnosti i Hrvatski institut za povijest, organiziraju znanstveni skup „Iso Kršnjavi – Veliki utemeljitelj”. Na znanstvenom skupu iz suvremene perspektive bit će sagledana uloga i značenje dr. Ise Kršnjavija u hrvatskoj kulturnoj, umjetničkoj, znanstvenoj i političkoj povijesti.
- 24. studenog – Najbolja hrvatska plivačica Sanja Jovanović osvojila je drugo mjesto u završnici utrke na 50 metara leđno na Europskom prvenstvu u malim bazenima u francuskom Chartresu. Sanja je u završnici isplivala vrijeme 26,84 zaostavši za pobjednicom Francuskinjom Laure Manaudou šest stotinki sekunde.
- 24. studenog – Opatijka Jelena Kovačević na Svjetskom prvenstvu u karateu u Parizu osvojila je srebrno odličje. U završnom dvoboju kategorije do 55 kilograma poražena je od Francuskinje Lucie Ignace.
- 26. – 27. studenog – Razred za filološke znanosti Hrvatske akademije znanosti i umjetnosti organizira Međunarodni znanstveni skup "Hrvatska ćirilična baština" povodom 500. obljetnice tiskanja prve hrvatske ćirilične knjige Dubrovačkog ćirilskog molitvenika.
- 28. studenog – U Zagrebu je umro Dragutin Haramija, hrvatski političar, jedan od istaknutih hrvatskih proljećara i jedan od osnivača HNS-a.
- 29. studenog – Opća skupština Ujedinjenih naroda donosi odluku (br. 67/19) kojom se Palestini daje status države nečlanice.

### Prosinac
- 4. prosinca – Svečanom akademijom u Hrvatskom narodnom kazalištu u Zagrebu na kojoj su nazočili predsjednici FIFA-e i UEFA-e Sepp Blatter te Michel Platini, završila se proslava sto godina utemeljenja Hrvatskog nogometnog saveza.
- 5. prosinca – Klapsko pjevanje upisano je na UNESCO-ov Reprezentativni popis nematerijalne kulturne baštine čovječanstva na sedmom sastanku Međuvladinog odbora za nematerijalnu kulturnu baštinu koji se održavao u Parizu od 3. do 7. prosinca.
- 6. prosinca – Hrvatski znanstvenik Ivan Đikić, profesor na Sveučilištu Goethe i direktor Instituta Buchmann u Frankfurtu, dobitnik je najprestižnije njemačke znanstvene nagrade "Gottfried Wilhelm Leibniz" za 2013. godinu.
- 12. prosinca – U Palači Tau, u francuskome gradu Reimsu, otvorena je izložba Hrvatska glagoljica – prisjećanje na jedno europsko srednjovjekovno pismo: od srednjeg vijeka do naših dana.
- 15. prosinca – U povodu mjeseca borbe protiv ovisnosti Društvo športske rekreacije "Aktivan život" organizira prvu hrvatsku utrku stubama pod nazivom "Zagrepčanka 512" koja će se održati u istoimenoj poslovnoj zgradi Zagrepčanka.
- 16. prosinca – U Šibeniku je umro hrvatski kazališni i filmski glumac i pisac pučkih komedija Branko Matić.
- 21. prosinca – Kraj najduljeg ciklusa srednjoameričkog kalendara dugog brojenja (fenomen 2012. godine)
- 21. prosinca – Svjetska organizacija vodenih športova proglasila je Josipa Pavića najboljim vaterpolistom svijeta u 2012. godini.

### Športska događanja
- XXX. Olimpijske igre – London 2012.
- Europsko prvenstvo u nogometu – Poljska i Ukrajina 2012.
- Europsko prvenstvo u rukometu – Srbija 2012.
- Europsko prvenstvo u vaterpolu – Eindhoven 2012.
- Formula 1 – sezona 2012.
- Svjetski skijaški kup 2012.
- UEFA Europska liga 2011./12.
- UEFA Europsko futsalsko prvenstvo – Hrvatska 2012.

## Obljetnice i godišnjice
- 600. godina Crikvenice[1]
- 500. obljetnica tiskanja prve hrvatske ćirilične knjige Dubrovačkog ćirilskog molitvenika
- 430. obljetnica smrti Svete Terezije Avilske
- 200. obljetnica rođenja njemačkog skladatelja Friedricha von Flotowa
- 170. obljetnica rođenja i 100. godišnjica smrti francuskog skladatelja Julesa Masseneta
- 150. obljetnica rođenja hrvatskog violinista i skladatelja Franje Krežme
- 150. obljetnica rođenja francuskog skladatelja Claudea Debussya.
- 150. obljetnica rođenja engleskog skladatelja Fredericka Deliusa
- 150. obljetnica rođenja hrvatskog dirigenta i skladatelja Nikole Fallera
- 130. obljetnica rođenja i 50. godišnjica smrti hrvatske sopranistice Maje Strozzi-Pečić
- 120. obljetnica rođenja i 50. godišnjica smrti hrvatskog povjesničara i arhivista Josipa Matasovića
- 100. obljetnica rođenja slovenskog skladatelja, dirigenta i aranžera Bojana Adamiča
- 100. obljetnica rođenja i 20. godišnjica smrti američkog skladatelja, glazbenog teoretičara, pisaca i filozofa Johna Cagea
- 100. obljetnica rođenja rumunjskog dirigenta Sergiua Celibidachea
- 100. obljetnica rođenja i 30. godišnjica smrti hrvatske pijanistice i skladateljice Ivane Lang
- 100. obljetnica rođenja hrvatskog violinista Ivana Pinkave
- 100. obljetnica rođenja poljskog pijanista Moriza Rosenthala
- 100. obljetnica rođenja mađarsko-engleskog dirigenta Georga Soltia
- 90. obljetnica rođenja prvog predsjednika samostalne Republike Hrvatske dr. Franja Tuđmana
- 80. obljetnica objave Zagrebačkih punktacija
- 50. godišnjica smrti francusko-švicarskog pijanista i dirigenta Alfreda Cortota
- 50. godišnjica smrti austrijsko-američkog violinista i skladatelja Fritza Kreislera
- 50. godišnjica smrti hrvatskog skladatelja i dirigenta Frana Lhotke
- 50. godišnjica smrti njemačko-austrijskoga dirigenta i skladatelja Bruna Waltera
- 50. obljetnica prvog zasjedanja Drugog vatikanskog sabora
- 30. godišnjica smrti hrvatskog skladatelja i dirigenta Jakova Gotovca

## Smrti

### Siječanj
- 1. siječnja – Kiro Gligorov, makedonski državnik (* 1917.)
- 1. siječnja – Gary Ablett, britanski nogometaš (* 1965.)
- 1. siječnja – Bob Anderson, britanski mačeovac (* 1922.)
- 1. siječnja – Carlos Soria, argentinski političar (* 1949.)
- 2. siječnja – Larry Reinhardt, američki gitarist (* 1948.)
- 3. siječnja – Josef Škvorecký, češki pisac (* 1924.)
- 4. siječnja – Kerry McGregor, škotska pjevačica i glumica (* 1974.)
- 4. siječnja – Harry Fowler, britanski glumac (* 1926.)
- 4. siječnja – Eve Arnold, američka fotografkinja (* 1912.)
- 5. siječnja – Aleksandr Aleksejevič Sizonenko, ruski košarkaš (* 1959.)
- 9. siječnja – Mae Laborde, američka glumica (* 1909.)
- 9. siječnja – Malam Bacai Sanhá, gvinejski političar i predsjednik (2009. – 2012.) (* 1947.)
- 10. siječnja – Gevork Vartanian, sovjetski špijun (* 1924.)
- 12. siječnja – Reginald Hill, engleski književik (* 1936.)
- 13. siječnja – Miljan Miljanić, srpski nogometaš i trener (* 1930.)
- 13. siječnja – Rauf Denktaş, turski političar (* 1924.)
- 14. siječnja – Arfa Karim, pakistanska učenica i kompjuterska programerka (* 1995.)
- 17. siječnja – Phil Bosmans, belgijski katolički svećenik i pisac (* 1922.)
- 19. siječnja – Jenny Tomasin, britanska glumica (* 1936.)
- 19. siječnja – Sarah Burke, kanadska skijašica (* 1982.)
- 20. siječnja – Etta James, američka blues pjevačica (* 1938.)
- 21. siječnja – Slavko Ziherl, slovenski psihijatar i političar (* 1945.)
- 21. siječnja – Irena Jarocka, poljska pjevačica (* 1946.)
- 24. siječnja – James Farentino, američki glumac (* 1938.)
- 24. siječnja – Theodoros Angelopoulos, grčki kimenatograf, producent (* 1935.)
- 25. siječnja – Veronica Carstens, njemačka Prva dama (* 1923.)
- 26. siječnja – Ian Abercrombie, engleski glumac (* 1934.)
- 26. siječnja – Dimitra Arliss, američka glumica (* 1932.)
- 26. siječnja – Robert Hegyes, američki glumac (* 1951.)
- 26. siječnja – Colin Tarrant, engleski glumac (* 1952.)
- 29. siječnja – Camilla Williams, američka sopranistica (* 1919.)
- 29. siječnja – Oscar Luigi Scalfaro, talijanski političar i bivši predsjednik (* 1918.)
- 29. siječnja – Nijaz Duraković, bosanski književnik, autor i političar (* 1949.)
- 29. siječnja – Predrag Dragić, srpski književnik (* 1945.)
- 31. siječnja – Leslie Carter, američka pjevačica (* 1986.)

### Veljača
- 1. veljače – Wisława Szymborska, poljska pjesnikinja, prevoditeljica (* 1923.)
- 1. veljače – Ladislav Kuna, slovački nogometaš (* 1947.)
- 2. veljače – Dorothy Gilman, američka književnica (* 1923.)
- 3. veljače – Ben Gazzara, američki glumac (* 1930.)
- 3. veljače – Zalman King, američki filmski redatelj (* 1942.)
- 4. veljače – Nigel Doughty, engleski osnivač kompanije "Doughty Hanson & Co." (* 1957.)
- 5. veljače – Sam Coppola, američki glumac (* 1932.)
- 5. veljače – Bill Hinzman, američki glumac (* 1936.)
- 5. veljače – Ante Vulin, hrvatski akademik i arhitekt (* 1932.)
- 6. veljače – Janice E. Voss, američka astronautkinja (* 1956.)
- 8. veljače – Luis Alberto Spinetta, argentinski glazbenik (* 1950.)
- 8. veljače – Wando, brazilski pjevač (* 1945.)
- 9. veljače – Milan Zinaić, hrvatski povjesničar umjetnosti i likovni kritičar (* 1947.)
- 11. veljače – Whitney Houston, američka pjevačica i glumica (* 1963.)
- 12. veljače – David Kelly, irski glumac (* 1929.)
- 12. veljače – Zina Bethune, američka glumica (* 1945.)
- 14. veljače – Zlatko Crnković, hrvatski glumac (* 1936.)
- 16. veljače – Duško Antunović, hrvatski vaterpolist, trener i izbornik (* 1947.)
- 16. veljače – Elyse Knox, američka glumica (* 1917.)
- 17. veljače – Milorad Bibić Mosor, hrvatski novinar (* 1952.)
- 20. veljače – Lydia Lamaison, argentinska glumica (* 1914.)
- 22. veljače – Marie Colvin, američka reporterka (* 1956.)
- 23. veljače – Marko Ruždjak, hrvatski akademik i skladatelj (* 1946.)
- 24. veljače – Pery Ribeiro, brazilski pjevač (* 1937.)
- 25. veljače – Bruno Pintar, hrvatski glazbenik i trubač (* 1938.)
- 26. veljače – Oliver Mandić, hrvatski bubnjar i glazbenik (* 1958.)
- 27. veljače – Helga Vlahović, hrvatska novinarka, televizijska producentica i voditeljica (* 1945.)
- 29. veljače – Davy Jones, engleski pjevač (* 1945.)

### Ožujak
- 1. ožujka – Andrew Breitbart, američki publicist i konzervativni komentator (* 1969.)
- 1. ožujka – Blagoje Adžić, srpski političar i general pukovnik JNA (* 1932.)
- 1. ožujka – Lucio Dalla, talijanski pjevač (* 1943.)
- 4. ožujka – Šime Spaventi, hrvatski akademik (* 1925.)
- 4. ožujka – Joan Taylor, američka glumica (* 1929.)
- 6. ožujka – Bartol Kaleb, hrvatski direktor RK Croatia Osiguranje Zagreb (* 1945.)
- 6. ožujka – Dalibor Paulik, hrvatski teatrolog i skladatelj (* 1953.)
- 7. ožujka – Tonka Štetić, hrvatska sopranistica i mezospranistica (* 1923.)
- 7. ožujka – Pierre Tornade, francuski glumac (* 1930.)
- 8. ožujka – Leslie Cochran, američki mirovni aktivist (* 1951.)
- 10. ožujka – Nik Zoričić, kanadski skijač (* 1983.)
- 10. ožujka – Julio César González, meksički boksač (* 1976.)
- 10. ožujka – Jean Giraud, francuski autor stripa i dizajner (* 1938.)
- 11. ožujka – Miomir Vukobratović, srpski inženjer i pionir ljudske robotike (* 1931.)
- 11. ožujka – Ian Turpie, australski glumac i voditelj (* 1943.)
- 11. ožujka – Faith Brook, engleska glumica (* 1922.)
- 11. ožujka – Sid Couchey, američki autor stripa (* 1919.)
- 11. ožujka – Vera Dedić, srpska glumica (* 1931.)
- 13. ožujka – Michel Duchaussoy, francuski glumac (* 1938.)
- 13. ožujka – Josip Fišer, hrvatski operni pjevač i glumac (* 1926.)
- 17. ožujka – Jaye Radisich, australska političarka hrvatskog porijekla (* 1976.)
- 18. ožujka – Ranko Mascarelli, hrvatski scenograf i kostimograf (* 1945.)
- 18. ožujka – Imra Agotić, hrvatski general, prvi zapovjednik Hrvatskog ratnog zrakoplovstva (* 1943.)
- 20. ožujka – Ante Jurić, hrvatski biskup, dugogodišnji nadbiskup Splitsko-makarski (* 1922.)
- 22. ožujka – Vjekoslav Brešić, hrvatski slikar (* 1926.)
- 23. ožujka – Chico Anysio, brazilski komičar i glumac (* 1931.)
- 25. ožujka – Antonio Tabucchi, talijanski književnik (* 1943.)
- 27. ožujka – Boško Končar, hrvatski povjesničar umjetnosti, viši konzervator i muzejski savjetnik (* 1924.)
- 29. ožujka – Luke Askew, američki glumac (* 1932.)

### Travanj
- 1. travnja – Ekrem Bora, turski glumac (* 1934.)
- 4. travnja – Dubravko Pavličić, hrvatski nogometaš (* 1967.)
- 7. travnja – Mike Wallace, američki TV voditelj (* 1918.)
- 9. travnja – Simo Nikolić, hrvatski jedriličar (* 1941.)
- 9. travnja – Neven Valent, hrvatski operni i koncertni pjevač (* 1964.)
- 9. travnja – Mark Lenzi, američki skakač u vodu (* 1968.)
- 9. travnja – José Guardiola, španjolski pjevač (* 1930.)
- 10. travnja – Barbara Buchholz, njemačka glazbenica (* 1959.)
- 11. travnja – Antun Crnić, hrvatski nogometaš (* 1942.)
- 11. travnja – Julio Alemán, meksički glumac (* 1933.)
- 11. travnja – Yolanda Mérida, meksička glumica (* 1929.)
- 13. travnja – Jonathan Frid, američki glumac (* 1924.)
- 18. travnja – Dick Clark, američki radijski i TV voditelj (* 1929.)
- 19. travnja – Levon Helm, američki glazbenik (* 1940.)
- 23. travnja – Tommy Marth, američki saksofonist (* 1978.)
- 24. travnja – Božidar Peter, hrvatski rukometaš i trener (* 1938.)
- 28. travnja – Milan N. Popović, srpski psihijatar i psihoanalitičar (* 1924.)
- 28. travnja – Matilde Camus, španjolska spisateljica i pjesnikinja (* 1919.)
- 29. travnja – Joel Goldsmith, američki filmski i televizijski skladatelj (* 1957.)
- 29. travnja – Žarko Beker, hrvatski crtač stripa, ilustrator i grafički dizajner (* 1936.)

### Svibanj
- 3. svibnja – Nenad Šarić, hrvatski glazbenik (* 1947.)
- 3. svibnja – Edith Bliss, australska pjevačica i TV voditeljica (* 1959.)
- 5. svibnja – Slobodan Budak, hrvatski pravnik i aktivist za ljudska prava (* 1930.)
- 5. svibnja – Živan Cvitković, hrvatski pjevač i filmski i TV skladatelj (* 1925.)
- 8. svibnja – Maurice Sendak, američki pisac i ilustrator (* 1928.)
- 9. svibnja – Vera Babić, hrvatska političarka i zastupnica (* 1948.)
- 12. svibnja – Martin Stanković, hrvatski znanstvenik, izumitelj 'Cedevite' (* 1931.)
- 14. svibnja – Belita Woods, američka pjevačica (* 1948.)
- 15. svibnja – Carlos Fuentes, meksički spisatelj i esejist (* 1928.)
- 17. svibnja – Donna Summer, američka pjevačica (* 1948.)
- 20. svibnja – Robin Gibb, britanski pjevač i skladatelj (* 1949.)
- 27. svibnja – Johnny Tapia, američki boksač (* 1967.)
- 30. svibnja – Pierre Ceyrac, francuski misionar (* 1914.)
- 31. svibnja – László Zivko, Mađarski političar (* 1953.)

### Lipanj
- 2. lipnja – Kathryn Joosten, američka glumica (* 1939.)
- 2. lipnja – Richard Dawson, englesko-američki glumac i komičar (* 1932.)
- 4. lipnja – Eduard Khil, ruski pjevač (* 1934.)
- 5. lipnja – Ray Bradbury, američki književnik (* 1920.)
- 6. lipnja – Nemanja Nešić, srpski veslač (* 1988.)
- 7. lipnja – Josip Klima, hrvatski violinist i glazbeni pedagog (* 1927.)
- 7. lipnja – Slavica Radović Nadarević, slovenska scenografkinja i kostimografkinja (* 1965.)
- 7. lipnja – Bob Welch, američki glazbenik (* 1945.)
- 8. lipnja – Frank Cady, američki glumac (* 1915.)
- 9. lipnja – Ivan Minatti, slovenski prevoditelj i pjesnik (* 1924.)
- 11. lipnja – Ann Rutherford, američka glumica (* 1917.)
- 11. lipnja – Hector Bianciotti, francuski autor (* 1930.)
- 12. lipnja – Henry Hill, američki mafijaš (* 1943.)
- 13. lipnja – Jože Humer, slovenski kompozitor (* 1936.)
- 14. lipnja – Yvette Wilson, američka glumica (* 1964.)
- 16. lipnja – Susan Tyrrell, američka glumica (* 1945.)
- 18. lipnja – Victor Spinetti, velški glumac, pjesnik i autor (* 1929.)
- 19. lipnja – Anthony Bate, engleski glumac (* 1927.)
- 19. lipnja – Richard Lynch, američki glumac (* 1940.)
- 21. lipnja – Bogumil Kleva, hrvatski glumac (* 1937.)
- 22. lipnja – Juan Luis Galiardo, španjolski glumac (* 1940.)
- 23. lipnja – Neda Bajsić, hrvatska glumica (* 1942.)
- 24. lipnja – Miki Roqué, španjolski nogometaš (* 1988.)
- 26. lipnja – Doris Singleton, američka glumica (* 1919.)
- 26. lipnja – Nora Ephron, američka filmska redateljica (* 1941.)
- 27. lipnja – Don Grady, američki glumac (* 1944.)

### Srpanj
- 1. srpnja – Evelyn Lear, američka operna pjevačica (* 1926.)
- 3. srpnja – Andy Griffith, američki glumac (* 1926.)
- 4. srpnja – Hrvoje Šošić, hrvatski profesor, pisac i političar (* 1928.)
- 4. srpnja – Eric Sykes, engleski glumac i redatelj (* 1923.)
- 8. srpnja – Ernest Borgnine, američki glumac (* 1917.)
- 12. srpnja – Boris Kamenar, hrvatski kemičar i akademik (* 1929.)
- 13. srpnja – Polde Bibič, slovenski glumac (* 1933.)
- 14. srpnja – Ivo Vrtarić, hrvatski grafičar i multimedijalni umjetnik (* 1949.)
- 15. srpnja – Celeste Holm, američka glumica (* 1917.)
- 16. srpnja – Jon Lord, britanski klavijaturist i skladatelj (* 1941.)
- 16. srpnja – Kitty Wells, američka country pjevačica (* 1919.)
- 17. srpnja – Morgan Paull, američki glumac (* 1944.)
- 19. srpnja – Tom Davis, američki komičar (* 1952.)
- 21. srpnja – Susanne Lothar, njemačka glumica (* 1960.)
- 22. srpnja – Fern Persons, američka glumica (* 1910.)
- 23. srpnja – Mirjana Gross, hrvatska povjesničarka (* 1922.)
- 23. srpnja – Sally Ride, američka astronautica (* 1951.)
- 24. srpnja – Sherman Hemsley, američki glumac (* 1938.)
- 24. srpnja – Chad Everett, američki glumac (* 1936.)
- 26. srpnja – Mary Tamm, britanska glumica (* 1950.)
- 26. srpnja – Lupe Ontiveros, američka glumica (* 1942.)
- 27. srpnja – Tony Martin, američki glumac i pjevač (* 1913.)
- 28. srpnja – Slavko Komar, hrvatski sudionik Narodnooslobodilačke borbe, društveno-politički radnik SFR Jugoslavije i SR Hrvatske (* 1918.)
- 31. srpnja – Gore Vidal, američki pisac (* 1925.)

### Kolovoz
- 1. kolovoza – Viktor Jakovčić, hrvatski violončelist (* 1931.)
- 2. kolovoza – Marguerite Piazza, američka operna pjevačica (* 1921.)
- 5. kolovoza – Chavela Vargas, kostarikanska pjevačica (* 1919.)
- 6. kolovoza – Marvin Hamlisch, američki skladatelj i dirigent (* 1944.)
- 7. kolovoza – Veljko Rogošić, hrvatski plivač (* 1941.)
- 11. kolovoza – Lucy Gallardo, argentinska glumica (* 1929.)
- 11. kolovoza – Lidija Pavić, hrvatska novinarka i radijska voditeljica (* 1956.)
- 13. kolovoza – Kathy Goertzem, američka televizijska voditeljica (* 1958.)
- 13. kolovoza – Helen Gurley Brown, američka autorica, izdavačica i poduzetnica (* 1922.)
- 13. kolovoza – Nellie Jane Gray, američka ekonomistica, pravnica i pro-life aktivistica (* 1924.)
- 14. kolovoza – Phyllis Thaxter, američka glumica (* 1919.)
- 14. kolovoza – Maja Bošković-Stulli, hrvatska akademkinja (* 1922.)
- 14. kolovoza – Ron Palillo, američki glumac (* 1949.)
- 14. kolovoza – Svetozar Gligorić, srpski šahovski velemajstor (* 1923.)
- 15. kolovoza – Bob Birch, američki glazbenik (* 1956.)
- 15. kolovoza – Biff Elliot, američki glumac (* 1923.)
- 16. kolovoza – Ante Laušić, hrvatski povjesničar (* 1940.)
- 16. kolovoza – William Windom, američki glumac (* 1923.)
- 18. kolovoza – Scott McKenzie, američki pjevač (* 1939.)
- 19. kolovoza – Tony Scott, engleski filmski redatelj (* 1944.)
- 20. kolovoza – Phyllis Diller, američka glumica i komičarka (* 1917.)
- 25. kolovoza – Neil Armstrong, američki pokusni pilot i astronaut (* 1930.)
- 25. kolovoza – Vesna Girardi-Jurkić, hrvatska arheologinja, profesorica, prva hrvatska ministrica kulture (* 1944.)
- 27. kolovoza – Ivica Horvat, hrvatski nogometaš (* 1926.)

### Rujan
- 1. rujna – Hal David, američki tekstopisac (* 1921.)
- 2. rujna – Branislav Lala Kovačev, hrvatski jazz glazbenik (* 1939.)
- 3. rujna – Michael Clarke Duncan, američki glumac (* 1957.)
- 3. rujna – Griselda Blanco, kolumbijska mafijašica (* 1943.)
- 5. rujna – Edis Bahtijarević, bosanski nogometaš (* 1986.)
- 5. rujna – Christian Marin, francuski glumac (* 1929.)
- 10. rujna – Lance LeGault, američki glumac (* 1937.)
- 11. rujna – Jadranka Fischer, hrvatska humanitarka (* 1947.)
- 12. rujna – Sid Watkins, britanski neurokirurg (* 1928.)
- 12. rujna – Davor Grčić, hrvatski nogometaš (* 1930.)
- 14. rujna – Stephen Dunham, američki glumac (* 1964.)
- 15. rujna – Predrag Brzaković, srpski nogometaš (* 1964.)
- 15. rujna – Pierre Mondy, francuski glumac (* 1925.)
- 16. rujna – John Ingle, američki glumac (* 1928.)
- 25. rujna – Andy Williams, američki pjevač (* 1927.)
- 26. rujna – Vlado Vukmirović, hrvatski kazališni redatelj (* 1928.)
- 26. rujna – Johnny Lewis, američki glumac (* 1983.)
- 27. rujna – Herbert Lom, češko-engleski glumac (* 1917.)
- 29. rujna – Hebe Camargo, brazilska TV voditeljica i glumica (* 1929.)
- 30. rujna – Boris Šprem, hrvatski političar (* 1956.)

### Listopad
- 1. listopada – Josip Cmrok, hrvatski akademski kipar i keramičar (* 1932.)
- 1. listopada – Dirk Bach, njemački glumac i komičar (* 1961.)
- 1. listopada – Shlomo Venezia, talijanski književnik (* 1923.)
- 3. listopada – Robert F. Christy, američki fizičar i astrofizičar (* 1916.)
- 3. listopada – Kathi McDonald, američka pjevačica (* 1948.)
- 5. listopada – Zvonimir Husić, hrvatski književnik i pjesnik (* 1934.)
- 5. listopada – Vojin Dimitrijević, srpski pravnik (* 1932.)
- 5. listopada – Claude Pinoteau, francuski redatelj (* 1925.)
- 6. listopada – Nick Curran, američki pjevač i gitarist (* 1977.)
- 6. listopada – Ante Dželalija, hrvatski političar, gradonačelnik Drniša (* 1945.)
- 6. listopada – Lawrence G. Rossin, američki političar, bivši američki veleposlanik u Hrvatskoj (* 1952.)
- 7. listopada – Mersad Berber, bosanski slikar (* 1940.)
- 9. listopada – Harris Savides, američki kinematograf (* 1957.)
- 9. listopada – Sammi Kane Kraft, američka glumica (* 1992.)
- 10. listopada – Marina Golub, ruska glumica (* 1957.)
- 13. listopada – Gary Collins, američki glumac i voditelj (* 1938.)
- 14. listopada – Branko Črnac Tusta, hrvatski pjevač (* 1955.)
- 17. listopada – Sylvia Kristel, nizozemska glumica i manekenka (* 1952.)
- 21. listopada – Darko Komlinović, hrvatski novinar i glazbenik (* 1965.)
- 24. listopada – Nada Falout, hrvatska akademska slikarica i grafička dizajnerica (* 1933.)
- 24. listopada – Stanislav Femenić, hrvatski pjesnik i pripovjedač (* 1924.)
- 26. listopada – Joža Horvat, hrvatski književnik, moreplovac i putopisac (* 1915.)
- 27. listopada – Nada Ruždjak, hrvatska operna pjevačica (* 1934.)

### Studeni
- 4. studenog – Blanka Zec, hrvatska operna umjetnica (* 1924.)
- 5. studenog – Olympe Bradna, francuska glumica i plesačica (* 1920.)
- 5. studenog – Leonardo Favio, argentinski pjevač (* 1938.)
- 6. studenog – Milivoj Slaviček, hrvatski pisac (* 1929.)
- 6. studenog – Clive Dunn, engleski glumac (* 1920.)
- 8. studenog – Nikola Ivanda, hrvatski redatelj (* 1975.)
- 9. studenog – Bill Tarmey, engleski glumac (* 1941.)
- 10. studenog – Jasenka Pavliša, hrvatska likovna umjetnica (* 1945.)
- 13. studenog – Branko Marušić, hrvatski pjevač (* 1937.)
- 16. studenog – Zdenka Anušić, hrvatska glumica (* 1936.)
- 20. studenog – Ivan Kušan, hrvatski književnik i akademik (* 1933.)
- 21. studenog – Mladen Bašić, hrvatski pijanist i dirigent (* 1917.)
- 23. studenog – Larry Hagman, američki glumac (* 1931.)
- 25. studenog – Ninoslav Lovčević, hrvatski redatelj i scenarist (* 1947.)
- 27. studenog – Dubravka Milazzi-Vrabec, hrvatska novinarka i televizijska urednica (* 1934.)
- 28. studenog – Dragutin Haramija, hrvatski političar i ekonomist (* 1923.)
- 30. studenog – Ksenija Jovanović, srbijanska glumica (* 1928.)

### Prosinac
- 3. prosinca – Zlata Petković, srbijanska glumica (* 1954.)
- 4. prosinca – Miguel Calero, kolumbijski nogometaš (* 1971.)
- 4. prosinca – Branislav Milinković, srbijanski politički aktivist i diplomat (* 1961.)
- 5. prosinca – Oscar Niemeyer, brazilski arhitekt (* 1907.)
- 9. prosinca – Jenni Rivera, američka pjevačica (* 1969.)
- 16. prosinca – Gordana Lukač-Koritnik, prva hrvatska pravobraniteljica za ravnopravnost spolova i dugogodišnja aktivistica u različitim ženskim grupama (* 1948.)
- 16. prosinca – Branko Matić, hrvatski kazališni, televizijski i filmski glumac (* 1919.)
- 21. prosinca – Krsto A. Mažuranić, hrvatski književnik i prevoditelj (* 1942.)
- 22. prosinca – Cliff Osmond, američki glumac (* 1937.)
- 23. prosinca – Mike Scaccia, američki glazbenik (* 1965.)
- 24. prosinca – Ana Bešenić, hrvatska pjesnica i autorica romana (* 1952.)
- 24. prosinca – Charles Durning, američki glumac (* 1923.)
- 24. prosinca – Jack Klugman, američki glumac (* 1922.)
- 26. prosinca – Fontella Bass, američka pjevačica (* 1940.)

### Nepoznat datum smrti
- svibanj – Vladimir Pfeifer, pionir hrvatske prirodoslovne fotografije (* 1937.)[2]
- lipanj – Anja Neidhardt, hrvatsko-njemačka bivša plivačica (* 1936.)[3]
- kolovoz – Vladimir Margitić, hrvatski arhitekt (* 1939.)[4]
- listopad – Vladimir Kos, hrvatski karikaturist i ilustrator (* 1937.)[5]

## Vanjske poveznice
|  | Zajednički poslužitelj ima još gradiva o temi 2012. godina                |
|  | Zajednički poslužitelj ima još gradiva o temi videozapisi iz 2012. godine |